# 愛的呼喚 (王若琳專輯)
《愛的呼喚》（英語：Love Is Calling Me）是台灣歌手王若琳的第十張錄音室專輯，於2019年11月5日由台灣索尼音樂娛樂發行，為《午夜劇院》釋出5年後再度推出的翻唱專輯。歌手因喜愛60至80年代經典情歌，所以將鄧麗君、美空雲雀、翁倩玉等歌手的作品及西方迷幻樂作結合。《愛的呼喚》採用國語、日語和粤语演唱，歌詞延續了原曲的愛情觀。
《愛的呼喚》由王若琳和克里斯·馮克共同製作。專輯取得廣泛好評，大部分讚賞歌手嗓音和對舊曲的全新演繹。王若琳在「愛的呼喚巡迴演唱會」演唱專輯歌曲，並在其他節目表演和宣傳。專輯贏得第31屆金曲獎最佳國語專輯獎，但獲獎引發爭議。

## 背景和錄製
《愛的呼喚》是《午夜劇院》釋出5年後再度推出的翻唱專輯。王若琳一直都對60至80年代的經典情歌感到「著迷」，並能感受到歌曲中女性角色戲劇化的愛恨情緒。于是，她重新探索了鄧麗君、美空雲雀、翁倩玉等歌手的作品，集結不同女性角色的專輯概念便在她腦中油然而生。另外，王若琳對70年代的專輯以及迷幻音樂樂團十分感興趣，認為他們十分具有「時代感」和「空間感」。她覺得亞洲演歌就像東洋藍調，有悲情淒慘的故事線且十足戲劇化，能將空間內的氣氛瞬間轉換，和西方的迷幻音樂有著相同作用，因此她設法將兩者結合。
王若琳也希望透過這張專輯讓現在的人能聽到舊時的歌曲，她表示：「我覺得很有意義，因為有些很好的東西，被遺忘很可惜。」她更說在錄製這張專輯前從未聽過翁倩玉的，為此表示「我很訝異以前不知道這首歌存在過，我再度找到這樣的作品很開心，大家聽到以前很棒卻不知道的歌，也是很棒的事。」同樣是專輯名稱的靈感，王若琳認為歌詞中描述一位無法抑制內心幻想、想要戀愛的熱情女人，時時刻刻感受到愛的呼喚十分符合專輯中渴望愛、呼喚愛的主題，所以將專輯取名為《愛的呼喚》。王若琳曾說專輯的最大難題是歌曲的使用權，並表示「公司的製作部為了得到使用權花了許多許多時間，有些歌曲趕不上錄音，只好放棄」。
2019年4月，王若琳前往美國俄勒岡州波特蘭藝術村「禁區」（SinBin）的錄音室半身人工作室（Halfling Studios）進行專輯錄製和混音，逗留長達5星期。專輯還在波特蘭的地圖房間（Maproom）和波士頓的絕世母帶工作室（Peerless Mastering）進行錄製和製作母帶。她透過長期合作的鍵盤手小羅傑·約瑟夫·曼寧（Roger Joseph Manning Jr.）介紹，與音樂製作人和壓軸樂團成員克里斯·馮克合作製作這張專輯。兩人因創作理念相同而一拍即合，馮克之後找來瑞安·弗朗切斯科尼（Ryan Francesconi）負責編曲以及亞當·李（Adam Lee）負責錄製和混音。王若琳在翻唱歌曲時先用吉他彈奏出樣本唱片，再和製作人、編曲人進行製作，所以有別於原版的華麗感，歌曲大多走的是極簡風。後來她接受《新京报》訪問時坦言在錄製過程時有迷失方向和失去新鮮的感覺，就像「突然失去鲜明的形状，觉得自己好像在漂浮」，而正因如此她才能「更加投入去表达音乐中的情绪」。她表示這張專輯在製作技術上是她參與過「最訝異與驚喜的一張專輯之一」。

## 詞曲

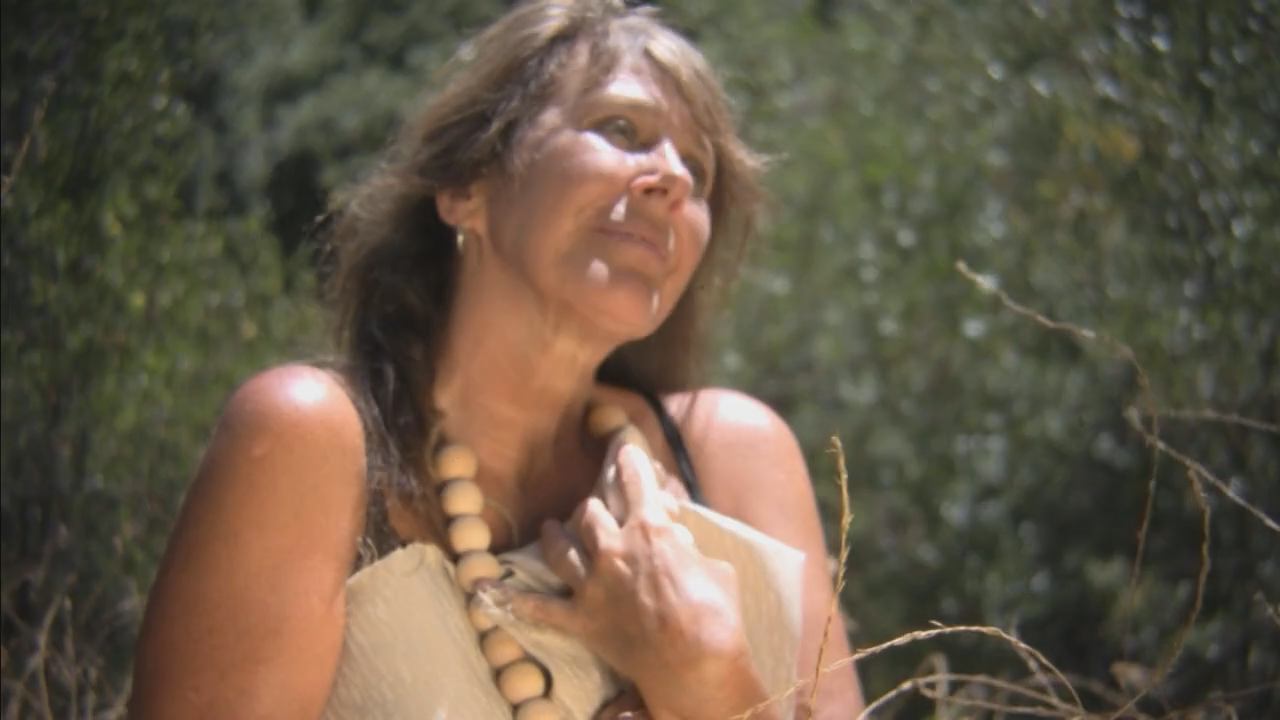
瓦西迪·班楊（圖）是王若琳創作這張專輯的主要靈感來源

《愛的呼喚》是一張融合多種時代樂風的流行專輯，糅合另類音樂、鄉村流行樂、當代古典音樂、合成器流行、迪斯科等元素，再結合60年代的「時髦」（Switched-On）特色，這在專欄作家王信權看來「不太像台灣當前的流行音樂，跨越地域時空，聆聽起來有屬於『世界』的樂感」。王若琳認為這張專輯是她做過「最自由的一張翻唱專輯」，雖缺乏了聲音的一致性，但多了為每首歌個別搭建場景的空間，也要有更強的聲音表演能力。每首歌對她來說，都是一個個由故事情節、情緒、想像空間構築世界。据她解釋，專輯主題是「愛情裡不同的女性肖像」，而「每一首歌里面（的女性）都是自己的主角，有各自不同的魅力」，並想像她們為「塔羅牌，画面会重叠在一起，但却不会真的生活在一起」，最後總結道「她們只是個夢」。對於專輯採用國語、日語和粵語演唱，她表示語言是「表達歌曲裡不同角色的方式」，也可以「丰富这张专辑里面的角色」。不同的語言對王若琳來說雖然是「類似的顏色」，但在唱出來時，情緒就已經做出不同的引導。
王若琳稱英國迷幻民謠歌手瓦西迪·班楊是她重要的靈感來源，因她想追求班楊那種更私密、氣音更多、帶著夢樣氣質的人聲，所以專輯雖是亞洲女歌手的歌曲，但是以迷幻、夢幻的方式呈現，王若琳總結道「歌曲都是很鮮明，女性跟戀情、戀愛有關係的肖像」。《音樂慢慢說》的厚安表示專輯「身著西洋編曲的外衣，內裡是對設定精準細膩的執行與處理……整體呈現頗有『洋風和魂』的精神」，並覺得歌曲的演奏邏輯和排列音符的方式「非典型」，而王若琳因此稱「每首歌都有一種精緻的變態美」。
製作專輯第一首歌曲〈蘋果花〉前，王若琳聽了張露的版本，浮現出類似《蝴蝶夫人》的視覺感像：「就是某一種歌劇，一個悲慘的女性在凋零的樹下唱歌的感覺」。她在聽的過程中更發現「很多那卡西、演歌，和歐洲早期的音樂，不管是芬蘭的、希臘的，都有一些滿類似的地方」。歌曲的編曲主要是根據張露的版本，而瑞安·弗朗切斯科尼加入彈撥爾讓其有點「現代古典樂的感覺」，當中風琴的聲音是加入了早期的合成器鮑德溫有趣機器（Baldwin Fun Machine）。王若琳第一次聽〈寒雨曲〉是蔡琴的版本，並認為日文原版過於藍調，感覺有點「厭世」。由於覺得原來的弦樂編曲不夠，所以找來鍵盤手羅布·貝加（Rob Berger）加入「微弱但很詭異的聲音」，呈現出「鋼琴酒吧」、「奇怪的VIP房」的感覺。王若琳為了要揣摩70年代Diva的氣勢，所以花了多點心思來研究〈寒雨曲〉的唱法。
專輯第三首〈忘記他〉王若琳只聽過鄧麗君版本，他們找到來摩門教業餘合唱團來「保留60年代的聲音」，並拿掉營造長線條的弦樂，改以小喇叭及人聲合唱代替，加入了布祖基琴及電子合成器音效。王若琳覺得歌詞中「從來只有他可以令我欣賞自己」這種將愛情視為一切價值、生命的重量都來自他的看法的價值觀過於「極端」，所以稱歌曲中的女主角有點「自虐和變態」。王若琳在聽到製作人用吉他彈奏專輯第四首歌曲〈奈何〉的和弦時覺得有種鄉村流行樂的感覺，而在編曲中加入踏板鋼和特雷門琴等「喜感元素」，呈現出70年代的美國田納西風格。王若琳詮釋〈愛人〉的口吻是「我愛你，我也不怪你。我知道你是逼不得已，所以我們才必須這樣子」，並在編曲上是向著的合成器流行風格發展，而開頭的無品吉他有一種「孤獨的城市感」和「80年代都會女性的聯想」。
王若琳原本在製作是以民謠風格發展，但覺得浪費了這首歌豐富的和弦進程，認為編曲應該像迪斯科那種「更滿，再俗氣」的風格才能好好呈現。她很喜歡ABBA的〈SOS〉，因此將中間十六分音符的分解和弦加入其中，並在最後加入像《攻殼機動隊》配樂的合音。王若琳表示是她在整張專輯的最愛，甚至是出道至今最滿意的一首作品。王若琳編曲時想要〈漫步人生路〉走武俠片和西部片的方向，之後加入特雷門琴來營造的感覺，最後加入「沙漠裡的戰場」和「女人族」感覺的合聲。在製作專輯最後一首歌曲〈我只在乎你〉時保留了樣本唱片的律動，所有樂器都基於樣本向上疊加，並錄出沒有速度的編曲，所以能營造出「真實」的感覺。

## 發行和宣傳
2019年7月29日，王若琳在桃園鐵玫瑰國際音樂節表演時宣布《愛的呼喚》將於秋季發行。同年11月1日，她舉辦專輯私密聽歌會，試聽歌曲包括〈蘋果花〉、〈我只在乎你〉、〈忘記他〉、〈漫步人生路〉和，並取得廣泛好評。專輯於11月5日以實體和數位下載形式發行，12月17日以黑膠唱片形式發行。專輯封面是由美國插畫家布蘭登·格雷厄姆（Brandon Graham）創作，內容是穿著太空裝的王若琳站在一群外星生物中間，並看向前方，她表示「那是自己身處雜亂世界中，被心中很深的信念指引的意境」，也讓專輯有種「八零年代科幻小說」的感覺。內頁則是包含了插畫師為音樂錄影帶繪製的外星生物、有機太空船、怪獸、機器人、分鏡圖等設計圖，讓它更有「獨樹一格的時空感及未來感」。
專輯共發行5支音樂錄影帶，皆由羅伯特·揚布魯德（Robert Youngblood）執導。王若琳和揚布魯德以智利導演亚历杭德罗·霍多罗夫斯基和法國漫畫家墨比斯為靈感來表達「很宇宙式、跟靈魂轉世有關」的劇情概念，並在每支音樂錄影帶裏都充斥著「不管主角身處在任何一個時代或環境裡面，都會感受到一個東西在呼喚他，而他在找的就是『愛』」，唱片公司以此來啟動「愛的呼喚宇宙」。〈我只在乎你〉的音樂錄影帶於2019年12月15日首播，講述機器人設計師在人海中尋覓真愛，最後發現真愛原來就是在身邊關懷她的機器人服務生。〈忘記他〉的音樂錄影帶於2020年2月18日首播，講述王若琳扮演的怪獸操偶師在一次意外後愛上了自己所扮演的怪獸。第3支的〈漫步人生路〉於3月4日首播，當中描繪她飾演的太空人整裝待發，準備踏進未知旅程。第4支〈蘋果花〉則於3月17日首播，描繪太空人到了某個異星沙漠，觸摸到粉紅色的蛋後成為最終生命體，並找到宇宙的愛。最後一支於3月31日首播，講述太空海盜遊走宇宙各星球去蒐集和召喚最終生命體的線索，而賞金獵人苦苦緊追在後試圖攔截，卻始終不能如願。索尼音樂為此幫音樂錄影帶開設Instagram帳戶，讓歌迷找尋當中相互串連的元素。
王若琳在2020年1月4日起舉行的「愛的呼喚巡迴演唱會」演唱專輯歌曲。王若琳還在飛碟聯播網、公視的《音樂萬萬歲》、原住民族廣播電台等節目和媒体演出和宣傳。2020年10月3日，她身穿旗袍在第31屆金曲獎獻唱〈愛人〉，其唱功和嗓音獲得一致好評。王若琳之後分別於11月21日和12月12日在「Legacy2020都市女聲」台北場和台中場以樂團編制呈現《愛的呼喚》歌曲。

## 反響

### 樂評

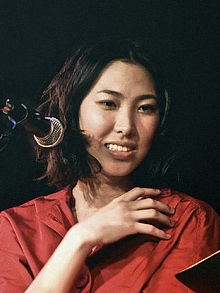
王若琳（圖）的嗓音和改編舊曲形式備受讚賞

專輯獲得好評，尤其是歌手嗓音和對舊曲全新的演繹。《聯合新聞網》的趙雅芬十分欣賞《愛的呼喚》的翻唱歌曲，表示「揮灑音符如藝術作品的王若琳，大膽賦予這首歌全新氣韻，懷舊的氛圍仍有，但更多的是魔幻寫實的投射，耀眼而淒美」。電台主持人馬世芳覺得《愛的呼喚》是繼王菲《菲靡靡之音》以來「最了不起的翻唱專輯」，並表示王若琳「千金不換的好嗓子，賦予了這些歌既古老又新鮮的靈魂」。PlayMusic音樂網的Felix稱《愛的呼喚》「有著獨特的氣息與魅力，更有難以超越的音樂性……（王若琳）巧妙地融合各種風格的元素，卻又如此和諧兼容，在演唱方面也相當有個人色彩」。Freshmusic的專欄作家1319稱專輯是「一場對『台版小野麗莎』時期有著蓋棺意義的直球對決：以老歌美學重新詮釋老歌……（王若琳）以翻唱老歌剋服並奪回翻唱老歌的自主權」，最終打出「Fresh指數」8分（滿分10分）。
樂評人BRIEN覺得相較於過去的唱作風格，《愛的呼喚》「走向另個新方向」，並覺得它是「一張意境十足的作品」。《新活水》的梁岱琦稱專輯「好聽又驚喜」，並總結道每首歌「都讓人想仔細拆解，又覺得應該捨棄所有細節，單純享受聽歌就好」。《蘋果日報》的詹偉雄認為它是「一張夠怪、夠新的唱片」，並引用法國解構主義哲學家羅蘭·巴特「文本的愉悅」理論中的「作者式的文本」來反映這正是《愛的呼喚》所傳達的理念，表示「（專輯）是翻新套路，逼使讀者必須化身為作者，在全然不熟悉的文本路徑上披荊斬棘、探究終局，過程雖然痛苦，但整體的美學經驗卻是高度快感的」。Hit FM推薦人TRACY評價王若琳真摯的情感以及精采且富有巧思的編曲。
部分出版物將《愛的呼喚》列為年度十大專輯。專輯入選2019Hit FM年度十大專輯，推薦人Elsa稱其「宛如情節跨時空的動漫電影，鬼魅清新妖艷哀戚」，最後總結「技巧及天賦交乘，變種出歌曲全新生命，對好歌的極致禮讚莫過於此」。中華音樂人交流協會以「歷史厚度中見到大片自由，為21世紀翻唱專輯之代表作」將《愛的呼喚》選為2019年度十大專輯。

### 金曲獎獲獎爭議
《愛的呼喚》在第31屆金曲獎入圍年度專輯獎、最佳國語專輯獎和最佳國語女歌手獎，並贏得最佳國語專輯獎。典禮後，專輯獲獎引起爭議。許多人質疑專輯過半歌曲並非國語，而當中內容均為翻唱，該獎項本身應以鼓勵創作型專輯為主，引來很多人調侃金曲獎「鼓勵山寨」。評審團總召陳鎮川為此表示王若琳雖然是翻唱老歌，但以她這個年紀選出這些歌，並組成一張完整專輯確實不易，指出其中的精緻度、耐聽度是獲勝的關鍵。王若琳不置可否，表示自己並非評審團，並說「這不是我的責任」。

## 曲目列表
內容來自《愛的呼喚》專輯內頁：
| 曲序     | 曲目                         | 词曲                 | 改作詞         | 时长  |
| -------- | ---------------------------- | -------------------- | -------------- | ----- |
| 1.       | 〈蘋果花〉                   | 小澤不二夫、米山正夫 | 慎芝           | 3:56  |
| 2.       | 〈寒雨曲〉                   | 陳蝶衣、服部良一     |                | 2:48  |
| 3.       | 〈忘記他〉                   | 黃霑                 |                | 2:53  |
| 4.       | 〈奈何〉                     | 李達濤               |                | 2:23  |
| 5.       | 〈愛人〉                     | 荒木豐久、三木剛     | 楊立德、韓正皓 | 4:05  |
| 6.       | 〈〉（〈愛的迷戀〉日文版）   | 阿木燿子、筒美京平   |                | 3:14  |
| 7.       | 〈漫步人生路〉               | 中島美雪             | 鄭國江         | 3:01  |
| 8.       | 〈我只在乎你〉               | 荒木豐久、三木剛     | 慎芝           | 4:29  |
| 9.       | 〈〉（日文版）               | 荒木豐久、三木剛     |                | 4:06  |
| 10.      | 〈〉（〈蘋果花〉日文版）     | 小澤不二夫、米山正夫 |                | 3:56  |
| 11.      | 〈〉（〈我只在乎你〉日文版） | 荒木豐久、三木剛     |                | 4:25  |
| 总时长： | 总时长：                     | 总时长：             | 总时长：       | 39:11 |

## 參與人員
人員名單來自《愛的呼喚》專輯內頁：
錄音室
- 美國俄勒岡州波特蘭半身人工作室錄製和混音
- 美國俄勒岡州波特蘭地圖房間錄製
- 美國麻薩諸塞州波士頓絕世母帶工作室製作母帶

人員
- 王若琳 – 主唱、和聲、製作、鍵盤
- 克里斯·馮克 – 製作、中音吉他、踏板鋼、原聲吉他、電吉他
- 亞當·李 – 錄製、混音
- 喬希·鮑威爾（Josh Powell）– 錄製
- 傑夫·立普頓（Jeffrey Lipton）– 製作母帶
- 瑪莉亞·萊斯（Maria Rice）– 製作母帶
- 瑞安·弗朗切斯科尼 – 編曲、弦樂編寫、吉他、彈撥爾、布祖基琴
- 丹·洪特（Dan Hunt）– 鼓、打擊樂器
- 約翰·莫恩（John Moen）– 鼓
- 內特·柯里（Nate Query）– 貝斯
- 布倫特·馬滕斯（Brent Martens）– 電吉他
- 羅布·貝加 – 鍵盤、合成器、手風琴
- 小羅傑·約瑟夫·曼寧 – 特雷門、鍵盤
- 蕾玻蒂·布羅耶（Liberty Broillet）– 笛
- 阿麗西亞·查爾頓（Alicia Charlton）– 單簧管、低音單簧管
- 丹妮爾·高德曼（Danielle Goldman）– 低音管
- 任·哈里森（Jen Harrison）– 法國號
- 米凱拉·戴維斯（Mikaela Davis）– 豎琴
- 米拉巴伊·佩爾特（Mikaela Davis）– 小提琴
- 帕蒂·金（Patti King）– 小提琴
- 盧克·普萊斯（Luke Price）– 小提琴
- 凱琳·金（Kyleen King）– 中提琴
- 安娜·弗里茨（Anna Fritz）– 大提琴
- 安迪·斯特林（Andy Strain）– 長號
- 約翰·多弗（John Dover）– 小號
- 馬修·卡爾森（Matthew Carlson）– 和聲
- 戴爾·拉斯穆森（Dale Rasmussen）– 和聲
- 克里斯托弗·哈里斯（Christopher Harris）– 和聲
- 羅斯·沃爾伯格（Russ Swalberg）– 和聲

## 榜單成績
| 排行榜                                | 排名 |
| ------------------------------------- | ---- |
| 台灣（佳佳唱片華語音樂銷售排行榜）    | 1    |
| 台灣（玫瑰大眾唱片華語g-music風雲榜） | 2    |
| 台灣（五大唱片華語5大金榜）           | 2    |

## 發行歷史
| 地區 | 日期           | 形式             | 廠牌         | 參考   |
| ---- | -------------- | ---------------- | ------------ | ------ |
| 多國 | 2019年11月5日  | CD 數位下載 串流 | 索尼音樂娛樂 | [ 58 ] |
| 台灣 | 2019年12月17日 | 黑膠             | 索尼音樂娛樂 | [ 59 ] |